# درمنه آفریقای جنوبی
 درمنه آفریقای جنوبی(نام علمی: Artemisia afra) نام یک گونه از سرده درمنه‌ها است.